# Culex eldridgei
Culex eldridgei är en tvåvingeart som beskrevs av Abdiel José Adames och Pedro Galindo 1973. Culex eldridgei ingår i släktet Culex och familjen stickmyggor.
Artens utbredningsområde är Colombia. Inga underarter finns listade i Catalogue of Life.